# Stazione di Laval
La stazione di Laval (in francese Gare de Laval) è la principale stazione ferroviaria di Laval, Francia.